# Allen Telescope Array
Allen Telescope Array je radiointerferometr, který je konstruován v Hat Creek Radio Observatory, 470 km severovýchodně od San Francisca v Kalifornii. Radiointerferometr bude sestávat z 350 radioteleskopů, z nichž je v současné době v provozu 42. Je budován pro SETI Institute a Radio Astronomy Laboratory (RAL) při University of California at Berkeley. Po dostavbě by se měl využívat k astronomickému výzkumu a pátrání po signálech mimozemského původu.